# 弗雷德里克·伊德斯坦
克努特·弗雷德里克·伊德斯坦（瑞典語：Knut Fredrik Idestam；1838年10月28日—1916年4月8日），诺基亚重要領導人兼创办人。

## 生平
1865年5月，伊德斯坦得到在芬兰坦佩雷建立造纸厂的许可，该厂于1866年开始运作。
1896年，伊德斯坦退出公司的管理工作。